# طائر عظائي
الطائر العظائي (الاسم العلمي:†Avisaurus) هو جنس منقرض من الزواحف يتبع فصيلة الطيور العظائية من رتبة وحشيات الأرجل.